# 李正华 (清朝)
李正华，直隶献县人，清朝政治人物。拔貢出身。
李正华曾于1653年接替廖文元任松江府知府一职，任内为官清廉。1657年，由郭起凤接任。